# Anatolij Kalinin
Anatolij Michajłowicz Kalinin (ur. 1910 w Petersburgu, zm. w czerwcu 1941 w Moskwie) – kapitan NKWD, jeden z wykonawców zbrodni katyńskiej.
W 1926 wstąpił do Komsomołu, w 1927 do OGPU, w 1939 do WKP(b). Był oficerem operacyjnym 5. wydziału I Oddziału Specjalnego NKWD ZSRR, od 1938 zastępca szefa, następnie szef tego wydziału, od 1939 zastępca szefa I Oddziału Specjalnego NKWD ZSRR i szef wydziału 3. w tym Oddziale w stopniu kapitana. Brał udział w mordowaniu polskich jeńców, za co 26 kwietnia 1940 otrzymał Order Czerwonej Gwiazdy, a 26 października 1940 nagrodę pieniężną od Ławrientija Berii (specjalnym rozkazem szefa NKWD nagradzającego 125 funkcjonariuszy NKWD za "pomyślne wykonanie zadań specjalnych"). Od marca 1941 szef 2. wydziału i zastępca szefa II Oddziału NKGB ZSRR. Zmarł w Moskwie i został pochowany na Cmentarzu Nowodziewiczym.